# Göppingen (stad)
Göppingen is een gemeente in de Duitse deelstaat Baden-Württemberg. Het is de Kreisstadt van de Landkreis Göppingen. De stad telt 57.974 inwoners. Naburige steden zijn onder andere Donzdorf, Ebersbach an der Fils en Eislingen/Fils. In de stad vindt men onder andere het museum en de fabriek van de beroemde modeltreinenfabrikant Märklin.
De Schwabische hertogen bouwden in de Middeleeuwen het Kasteel Hohenstaufen bovenop de berg met die naam bij Göppingen. Zo was het stadje een eeuwlang min of meer het centrum van het Heilige Roomse Rijk, al vonden alle belangrijke gebeurtenissen en bijeenkomsten elders plaats.

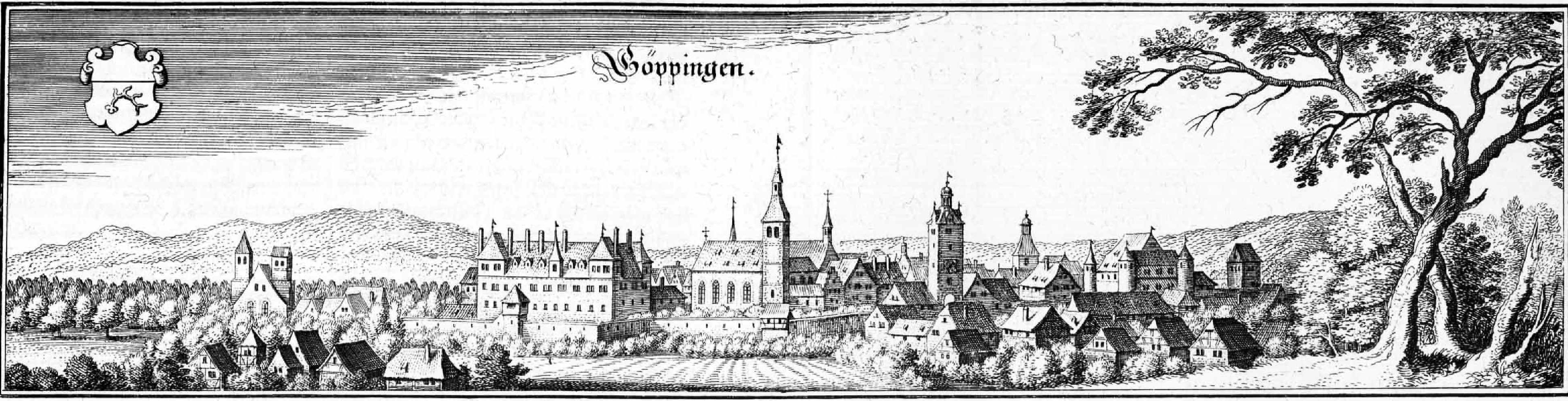
Göppingen in de 17de eeuw; kopergravure van Matthäus Merian

## Partnersteden
- Foggia (Italië), sinds 1971
- Klosterneuburg (Oostenrijk), sinds 1971
- Pessac (Frankrijk), sinds 2000
- Sonneberg (Duitsland), sinds 1990

## Geboren
- Jürgen Klinsmann (1964), voetballer en trainer
- Aykut Erçetin (1982), Turks-Duits voetbaldoelman
- Ann-Katrin Berger (1990), Duits voetbalster

Adelberg ·
Aichelberg ·
Albershausen ·
Bad Boll ·
Bad Ditzenbach ·
Bad Überkingen ·
Birenbach ·
Böhmenkirch ·
Börtlingen ·
Deggingen ·
Donzdorf ·
Drackenstein ·
Dürnau ·
Ebersbach an der Fils ·
Eislingen/Fils ·
Eschenbach ·
Gammelshausen ·
Geislingen an der Steige ·
Gingen an der Fils ·
Göppingen ·
Gruibingen ·
Hattenhofen ·
Heiningen ·
Hohenstadt ·
Kuchen ·
Lauterstein ·
Mühlhausen im Täle ·
Ottenbach ·
Rechberghausen ·
Salach ·
Schlat ·
Schlierbach ·
Süßen ·
Uhingen ·
Wangen ·
Wäschenbeuren ·
Wiesensteig ·
Zell unter Aichelberg